# Alin Augustin Florin Popoviciu
Alin Augustin Florin Popoviciu este un politician român, deputat în Parlamentul României în mandatele 2008-2012 și 2012-2016 din partea PDL Timiș.

## Controverse
Pe 30 mai 2014, Alin Popoviciu au fost pus sub urmărire penală de DNA într-un dosar privind închirierea unor spații din Aeroportul Timișoara.
În același dosar sunt urmăriți și președintele PDL Timiș, Constantin Ostaficiuc (fost șef al Consiliului Județean) și liderul PDL Timișoara - deputatul Cornel-Mircea Sămărtinean.